# Argentiniformes
Argentiniformes, red riba, dio razreda teleostei. Sastoji se od 4 porodice.

## Porodice
1. Argentinidae Bonaparte, 1846, srebrnice
2. Bathylagidae Gill, 1884, dubinski zekani
3. Microstomatidae Bleeker, 1859, mikrousnjače
4. Opisthoproctidae Schmidt, 1918, bačvooke

## Vanjske poveznice
|  | Zajednički poslužitelj ima još gradiva o temi Argentiniformes |
|  | Wikivrste imaju podatke o taksonu Argentiniformes             |